# Spoorlijn Stuttgart - Würzburg
De spoorlijn Stuttgart - Würzburg ook wel Frankenbahn genoemd is een Duitse spoorlijn als spoorlijn 4800, (Stuttgart - Bietigheim-B.) 4900, (Bietigheim-B. - Osterburken) 4120, (Osterburken - Heidingsfeld) en 5321, (Heidingsfeld - Würzburg) onder beheer van DB Netze.

## Geschiedenis
Het traject tussen Stuttgart en Würzburg van de Frankenbahn werd door de Zentralbahn, de Nordbahn en door de Odenwaldbahn tussen 1866 en 1869 in fases geopend.

## Treindiensten

### DB
De Deutsche Bahn verzorgt het personenvervoer op dit traject met RE / RB treinen.
De Deutsche Bahn AG gebruikt voor deze treindienst treinstellen van het type xx.

## Aansluitingen
In de volgende plaatsen is of was er een aansluiting van de volgende spoorlijnen:

### Stuttgart Hbf

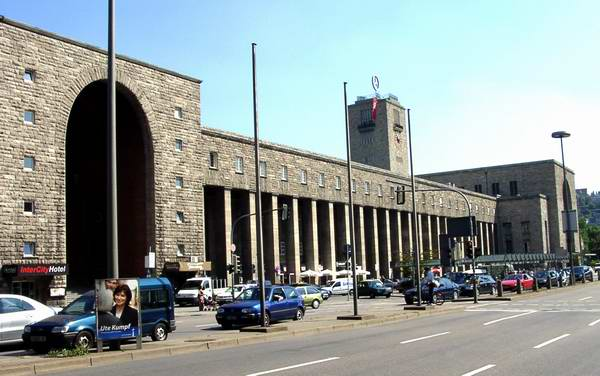
Stuttgart Hauptbahnhof

- Filstalbahn, spoorlijn tussen Stuttgart en Ulm
- Gäubahn, spoorlijn tussen Stuttgart en Singen (Hohentwiel)
- Neckar-Alb-Bahn, spoorlijn tussen Stuttgart over Reutlingen naar Tübingen
- Remsbahn, spoorlijn tussen Stuttgart en Aalen
- Murrbahn, spoorlijn tussen Stuttgart en Crailsheim
- NBS naar Mannheim, spoorlijn tussen Stuttgart en Mannheim
- S-Bahn Stuttgart, spoorlijn tussen Stuttgart en Plochingen
- Stuttgarter Straßenbahnen (SSB) stadstram rond Stuttgart

### Kornwestheim
- Schusterbahn, spoorlijn tussen Kornwestheim en Stuttgart-Untertürkheim

### Ludwigsburg
- Backnang - Ludwigsburg, spoorlijn tussen Backnang en Ludwigsburg
- Ludwigsburg - Markgröningen, spoorlijn tussen Ludwigsburg en Markgröningen

### Bietigheim-Bissingen
- Westbahn, spoorlijn tussen Bietigheim-Bissingen en Bruchsal

### Lauffen
Lauffen am Neckar
- Zabergäubahn, spoorlijn tussen Lauffen am Neckar en Leonbronn

### Heilbronn
- Kraichgaubahn, spoorlijn tussen Karlsruhe en Heilbronn
- Hohenlohebahn, spoorlijn tussen Crailsheim en Heilbronn
- stadstram Heilbronn, stadstram door de stad Heilbronn, tussen Karlsruhe en Öhringen-Cappel

### Bad Friedrichshall-Jagstfeld
- Untere Kochertalbahn, spoorlijn tussen Bad Friedrichshall-Jagstfeld en Ohrnberg
- Elsenztalbahn, spoorlijn tussen Heidelberg en Bad Friedrichshall-Jagstfeld
- Neckartalbahn, spoorlijn tussen Heidelberg en Bad Friedrichshall-Jagstfeld

### Möckmühl
- Jagsttalbahn, spoorlijn tussen Möckmühl en Dörzbach

### Osterburken
- Neckarelz - Osterburken, spoorlijn tussen Neckarelz en Osterburken

### Königshofen
Königshofen (Baden)
- Taubertalbahn, spoorlijn tussen Crailsheim en Wertheim

### Lauda
- Taubertalbahn, spoorlijn tussen Crailsheim en Wertheim

### Würzburg
- Würzburg - Hannover, HSL spoorlijn tussen Würzburg - Hannover
- Würzburg - Aschaffenburg, spoorlijn van Würzburg via Aschaffenburg naar Hanau
- Würzburg - Nürnberg, spoorlijn tussen Würzburg - Nürnberg
- Würzburg - Bamberg, spoorlijn tussen Würzburg - Bamberg
- Würzburg - Treuchtlingen, spoorlijn tussen Würzburg - Treuchtlingen
- Würzburger Straßenbahn GmbH, tram in en rond Würzburg

## Elektrische tractie
Het traject werd geëlektrificeerd met een spanning van 15.000 volt 16 2/3 Hz wisselstroom.